# 约翰·罗尔斯
約翰·羅爾斯（英語：John Rawls，1921年2月21日—2002年11月24日），是一位信奉自由主义的美国政治哲学家、伦理学家。他畢業於普林斯頓大學哲學博士，曾在哈佛大学擔任哲學教授，著有《正義論》（1971）、《政治自由主義》、《作為公平的正義：正義新論》、《萬民法》等名著。
羅爾斯是1970年代政治哲学的主要代表之一，他培養的許多學生現今都成了道德和政治哲學的重要人物，例如汤玛斯·内格尔和乔舒亚·科恩等。

## 生平
羅爾斯出生於馬里蘭州的巴爾的摩，是家中五個孩子中的老二。二戰時入伍服役於太平洋戰區，後來拒絕升軍官的機會以士兵階級退伍回大學唸書。1943年畢業於普林斯頓大學，1950年獲該校哲學博士學位。先後在普林斯頓大學、康奈爾大學、麻省理工學院和哈佛大學任教。儘管著作不多，但其在西方學術界影響甚大，1999年獲得美國總統比爾·克林頓頒發總統自由獎章表揚。
1951年發表《用於倫理學的一種決定程式的綱要》後，他專注于社會正義問題，並潛心構築一種理性性質的正義理論，陸續發表了《作為公平的正義》（1958）、《憲法的自由和正義的觀念》（1963）、《正義感》（1963）、《非暴力反抗的辯護》（1966）、《分配的正義》（1967）、《分配的正義：一些補充》（1968）等文。
在此期間，羅爾斯著手撰寫《正義論》一書，前後三易其稿，終成20世紀下半葉倫理學、政治哲學領域最重要的理論著作，於1971年正式出版發行，旋即在學術界產生巨大反響。由於第一版的《正義論》封面為綠色，當時一些哈佛的學子以“綠魔”來形容這本書的影響力。據後來的統計數位顯示，自1971年，全球共有約5000餘部論著專門對其研究討論。除此以外，羅爾斯的著 作還包括《政治自由主義》（1993）、《萬民法》（1998）、《道德哲學講演錄》（2000）、《作為公平的正義——正義新論》（2001）等。
羅爾斯最引以為傲的正義學說，是以洛克、康德和盧梭的社會契約論為基礎，論證西方民主社會的道德價值，反對傳統的效益主義，認為正義是社會制度的主要美德，就像真理對思想體系一樣；非正義的法律和制度，不論如何有效，也應加以改造和清除。他還認為正義與社會合作密切聯繫，並指出應當區別對制度來說的正義原則和對個人來說的正義原則。
對制度來說的正義原則有二：
1. 每個人都有權擁有與他人的自由並存的同樣的自由，包括公民的各種政治權利、財產權利。
2. 對社會和經濟的不平等應作如下安排，即人們能合理地指望這種不平等對每個人有利，而且地位與官職對每個人開放。

對個人來說的正義原則，首先也是公平的原則，即如果制度是正義的，個人自願接受並能從中獲得利益，在這種情況下，個人就應當遵守這種制度。羅爾斯將法治稱為“形式正義”或“作為正規性的正義”，即對公共規則的正規的和公正的執行。
法律正是對理性的人所發出的公共規則的強制命令，目的在於調節人們的行為，提供社會合作的結構。而自由則是制度所規定的各種權利和義務的總和，所以法治和自由是相互聯繫的，不能將法律看作是為爭奪權益而制定的產物，而應將它看作是試圖實現正義原則而規定的最好的方針，具有道德的功能。70年代初，他的這種學說在美國和其他西方國家法學界引起了強烈反響，被認為在美國處於政治動盪的時刻，為自由主義的政治、法律思想提供了復興的希望。

## 对政治哲學和倫理學贡献
羅爾斯對於自由主義的政治哲學有重大貢獻。他的著作中的觀念包括:
- 作為公平的正義（包含自由原則、公平與機會均等、以及差異原則）
- 原初立場（英语：Original position）(如無知之幕)
- 反思平衡（英语：Reflective equilibrium）
- 叠加共识（英语：Overlapping consensus）
- 公共理性（英语：Public reason）

學界普遍認為，羅爾斯在1971年出版的《正義論》使得政治哲學在沉寂已久後，在1970年代後得以重振聲勢。他的作品內容橫跨並整合多個領域，因此也受到經濟學、法律、政治學、社會學、社會福利提倡者，甚至神學學者的關注。羅爾斯的理論備受當代政治哲學家的推崇，同時也是美國與加拿大法院作判決時經常引用的資料來源，以及政治人物施政的參考依據。
羅爾斯在《正義論》中的立場，邏輯上依賴康德對自我本質的思索。後來羅爾斯卻抛开康德的形而上學，聲稱自己對公平作為公正的理解，以及將「權利」置於「善」之上的理解，是建立在「偶然」的事實上，此事實是：在民主社會中，個人對美好生活的看法是不一致的，因而需要一個持中立態度的國家，來保護多元性和多樣性。他對自由主義理論的解釋，轉向較接近歷史主義的方向。

### 公民不服從
羅爾斯在"The Justification of Civil Disobedience"（1969）與《正義論》（1971）的表述，公民抗命之主要涵義為：
1. 它是一種針對不正義法律或政策的行為：它不僅包括直接的「公民不服從」——直接違反要抗議的法律，例如，在馬丁路德·金恩發動的黑人民權運動中，黑人故意進入被惡法禁止他們進入美國某些地方以顯示法例的不公義；也包括間接的「公民不服從」，例如，現代的社運或民運通過違反交通法規來引起社會注意某種政府政策或法律的不公義。
2. 它是違法的行為：它以違法方式來抗爭。故此，它是比一般示威行為激進的抗爭方法，因為後者是合法的，而它卻是非法的。
3. 它是一種政治行為：它是向擁有政治權力者提出來的，是基於政治、社會原則而非個人的原則，它訴諸的是構成政治秩序基礎的共有正義觀。
4. 它是一種公開的行為：它不僅訴諸公開原則，也是公開地作預先通知而進行，而不是秘密的。故此，它有如公開演說，可說具有教育的意義。
5. 它是一種道德的、非暴力的行為：這不僅因為它是一種表達深刻和認真的政治信念，是在試過其它手段都無效之後才採取的正式請願，也是因為它是在忠誠法律的範圍內（雖然是在這範圍的邊緣上）對法律的不服從。這種忠誠是通過公開、和平以及願意承擔違法的後果來體現的。它著重道德的說服，故此一般都是和平的、非暴力的。

羅爾斯認為，公民抗命如果引起社會動盪，其責任不在「抗命」的公民，而在那些濫用權力和權威的人。

### 契約論
羅爾斯使用社會契約的概念，提出關於個體如何設計正義社會的問題。公平及正義在傳統的人性善惡爭論（聖人般的利他行為和貪婪的自我中心想法）之上提出完整的說明，羅爾斯認為，人天生即是理性而且講理的。由於人類是理性的，我們追求理想和目標，但同時又因為人類是講理的，所以我們願意在追求目標的同時遵守合理的規範，並且建立在與其他個體互利的基礎之上。

## 批評
桑德爾在1982年寫了《自由主義和正義的限制》，書中對羅爾斯的《正義論》作出深入批評。

## 著作與研究書目
- "The Justification of Civil Disobedience." In Hugo Adam Bedau, ed., Civil Disobedience: Theory and Practice, pp. 240–255. New York: Pegasus Books, 1969.
- A Theory of Justice. Cambridge, Massachusetts: Belknap Press of Harvard University Press, 1971.
- 石元康：《洛爾斯》（臺北：東大圖書股份有限公司，1989）。
- 《作為公平的正義：正義新論》左岸文化事業有限公司 2002年11月 ISBN 986-7854-01-2

## 外部連結
- Audio recordings of Rawls's 1983 lecture course "Modern Political Philosophy" （页面存档备份，存于）
- Cambridge Rawls Lexicon （页面存档备份，存于）
- Internet Encyclopedia of Philosophy Entry on John Rawls by Henry S. Richardson （页面存档备份，存于）
- Internet Encyclopedia of Philosophy Entry on Political Constructivisim by Michael Buckley （页面存档备份，存于）
- Stanford Encyclopedia of Philosophy Entry on John Rawls by Leif Wenar （页面存档备份，存于）
- Stanford Encyclopedia of Philosophy Entry on Original Position by Fred D'Agostino （页面存档备份，存于）
- Stanford Encyclopedia of Philosophy Entry on Reflective Equilibrium by Norman Daniels （页面存档备份，存于）
- John Rawls （页面存档备份，存于） on Google Scholar